# مازه کز
مازه کز، روستایی از توابع بخش پاتاوه شهرستان دنا در استان کهگیلویه و بویراحمد ایران است.

## جمعیت
این روستا در دهستان سادات محمودی قرار دارد و براساس سرشماری مرکز آمار ایران در سال ۱۳۸۵، جمعیت آن ۲۳۷ نفر (۳۹خانوار) بوده‌است.